# ژان فن خویسه
ژان فن خویسه (هلندی: Jean Van Guysse) ژیمناست هنری اهل بلژیک بود.
از افتخارات وی میتوان به کسب مدال نقره تیمی مردان در بازی‌های المپیک تابستانی ۱۹۲۰ اشاره کرد.